# Martensinus micronetiformis
Martensinus micronetiformis is een spinnensoort in de taxonomische indeling van de hangmatspinnen (Linyphiidae).
Het dier behoort tot het geslacht Martensinus. De wetenschappelijke naam van de soort werd voor het eerst geldig gepubliceerd in 1973 door Jörg Wunderlich.